# Вой на Луну
«Вой на Луну» (лучшее и неизданное) — альбом-сборник группы «Сектор Газа», опубликованный в пятницу 13 ноября 2015 года, через 15 лет после смерти Юрия Клинских.

## О сборнике
Сборник состоит из двух дисков и включает в себя ранее неизданный материал, записанный Юрием Клинских под акустическую гитару в 1981-м и 1985 годах. Также в нём содержатся некоторые популярные песни группы «Сектор Газа», выпускавшиеся в студийных альбомах. 

Над оформлением сборника работал художник Дмитрий Самборский.
Обнародовать архивные песни решила старшая дочь лидера группы — Ирина Клинских. С предложением об издании материала она обратилась в компанию «Warner Music Russia», ранее имевшую название «Gala Records» и занимавшуюся изданием альбомов группы «Сектор Газа». Оцифрованная запись с аудиокассеты потребовала проведения специальной реставрационной работы над звуком и последующего ремастеринга с целью удаления звуковых дефектов, возникших в период хранения плёнки, и достижения приемлемого качества звучания, сохранив при этом оригинальный аналоговый звук. Песни «Милая», «Людмила», «Он так её любил» получили новые аранжировки.
Долгое время кассета хранилась у нас дома и мы даже не задумывались о том, чтобы выпустить этот материал как официальный альбом. Мы относились к нему, скорее, как к семейной реликвии. Но 4 июля, в день, когда 15 лет назад не стало папы, кассета снова попалась мне на глаза, и я подумала, что это знак, что нужно дать возможность поклонникам творчества группы «Сектор Газа» услышать эти песни. Тем более, что наша семья до сих пор получает сообщения с благодарностями от поклонников, а это значит, что творчество Юрия Хоя продолжает жить. Его помнят и любят.Ирина Клинских

Премьера одной из песен («Милая») состоялась 21 августа 2015 года на iTunes, Google Play и Яндекс.Музыка. Дочь лидера «Сектор Газа» Ирина Клинских поделилась историей её создания: 
Можно сказать, что «Милая» нам особенно дорога. Эту песню папа посвятил маме, когда они только познакомились. По рассказам мамы, он ухаживал очень весело, но в то же время романтично. Приезжал на мотоцикле, под окном на гитаре играл все ночи напролёт, ну и песни посвящал. Текст песни, не связан напрямую с отношениями родителей — она такая, ироничная. Но, тем не менее, «Милая» посвящена именно маме, которая была папиной музой в тот период.
Песня «Вой на Луну» была сочинена и записана Юрием Клинских в 1995 году для альбома «Газовая атака», но Юрий решил не включать её в альбом, и песня пролежала в архиве его семьи около 20 лет. Обнаружена же она была на старой бобине старшей дочерью Юрия Ириной.

### Список композиций
Юрий Хой. Неизданное
| №   | Название                    | Длительность |
| --- | --------------------------- | ------------ |
| 1.  | «Вступление» (1981)         | 1:06         |
| 2.  | «Без вина» (1981)           | 3:38         |
| 3.  | «Подруга шестиструнная»     | 4:11         |
| 4.  | «Про лето»                  | 2:43         |
| 5.  | «Милая»                     | 4:07         |
| 6.  | «Первая любовь»             | 2:19         |
| 7.  | «Проходят годы, словно миг» | 4:13         |
| 8.  | «Про мальчишку»             | 4:23         |
| 9.  | «Вой на Луну»               | 4:23         |
| 10. | «Людмила»                   | 4:46         |
| 11. | «Он так её любил»           | 2:33         |
| 12. | «Вампиры» (1985)            | 2:24         |
| 13. | «Заключительная»            | 2:33         |

Сектор Газа. Лучшее
| №   | Название                | Длительность |
| --- | ----------------------- | ------------ |
| 14. | «30 лет»                | 4:09         |
| 15. | «Туман»                 | 3:43         |
| 16. | «Пора домой»            | 3:54         |
| 17. | «Лирика»                | 4:20         |
| 18. | «Демобилизация»         | 3:54         |
| 19. | «Твой звонок»           | 5:06         |
| 20. | «Бомж»                  | 3:32         |
| 21. | «Взял вину на себя»     | 3:14         |
| 22. | «Ночь перед Рождеством» | 4:29         |
| 23. | «Life»                  | 3:26         |
| 24. | «Вечером на лавочке»    | 4:07         |
| 25. | «Возле дома твоего»     | 3:05         |
| 26. | «Колхозный Панк»        | 3:37         |
| 27. | «Ява»                   | 4:37         |
| 28. | «Казачья»               | 2:47         |
| 29. | «Вальпургиева ночь»     | 3:55         |

## Вой на Луну (LP)
«Вой на Луну» (лучшее) — грампластинка, сборник группы «Сектор Газа».

### Список композиций
Сторона 1:
| №  | Название            | Длительность |
| -- | ------------------- | ------------ |
| 1. | «30 лет»            | 4:10         |
| 2. | «Вой на Луну»       | 4:23         |
| 3. | «Колхозный панк»    | 3:38         |
| 4. | «Ява»               | 4:37         |
| 5. | «Взял вину на себя» | 3:15         |
| 6. | «Пора домой»        | 3:56         |

Сторона 2:
| №                   | Название            | Длительность |
| ------------------- | ------------------- | ------------ |
| 1.                  | «Туман»             | 3:43         |
| 2.                  | «Life»              | 3:26         |
| 3.                  | «Лирика»            | 4:21         |
| 4.                  | «Твой звонок»       | 5:06         |
| 5.                  | «Возле дома твоего» | 3:05         |
| 6.                  | «Демобилизация»     | 3:55         |
| Общая длительность: | Общая длительность: | 47:35        |